# Prislop (Dalboșeț), Caraș-Severin
Prislop este un sat în comuna Dalboșeț din județul Caraș-Severin, Banat, România.